# بن تيستيرمان
بن تيستيرمان (بالإنجليزية: Ben Testerman)‏ مواليد 2 فبراير 1962 في نوكسفيل، الولايات المتحدة، هو لاعب كرة مضرب أمريكي سابق بدأ مسيرته كمحترف سنة 1979 وكان يلعب باليد اليسرى، اعتزل اللعب في 1987. أعلى تصنيف له في الفردي كان المركز الـ 22 في سنة 1984. أعلى تصنيف له في الزوجي كان المركز الـ 33 في سنة 1985.

## روابط خارجية
- بن تيستيرمان على موقع رابطة محترفي التنس (الإنجليزية)
- بن تيستيرمان على موقع الاتحاد الدولي لكرة المضرب (الإنجليزية)
- بن تيستيرمان على موقع خلاصة التنس.كوم (الإنجليزية)